# Pesci di carta
Pesci di carta è un romanzo di Tina DeRosa pubblicato nel 2007. Scritto nel 1980, fu pubblicato inizialmente da Wine Press e ripubblicato da The Feminist Press nel 1996; in Italia fu pubblicato nel 2007 per conto di Nutrimenti. Connie Lauerman del Chicago Tribune ha descritto Paper Fish come un romanzo autobiografico.

## Trama
Il romanzo è ambientato nella Little Italy di Chicago, nella zona attorno a Taylor Street, nel Near West Side, negli anni quaranta e cinquanta. Il personaggio principale del libro è Carmolina BellaCasa e il romanzo è incentrato sulla sua famiglia.
La relazione principale nel romanzo è tra il personaggio Carmolina e la nonna Doria. Non mancano contatti anche con il padre e la madre di Carmolina e la sorella maggiore malata.

## Edizioni
- Tina DeRosa, Pesci di carta, Nutrimenti, 2007.